# География на Саудитска Арабия
Саудитска Арабия е голяма държава, разположена в Югозападна Азия, заемаща по-голямата част от Арабския полуостров. Тя е центърът на ислямския свят. Там се намират двете свещени места за мюсюлманската религия – Мека и Медина. Настоящата форма на страната е установена през 1932 година, когато се създава Кралство Саудитска Арабия, където управлява династията на Саудитите.

## Географско положение, граници, големина, брегове
Саудитска арабия е държава в Югозападна Азия, заемаща големи части от Арабския полуостров. На северозапад граничи с Йордания (дължина на границата 780 km), на север с Ирак 895 km и Кувейт 260 km, на североизток с Катар 53 km и ОАЕ 730 km, на изток и югоизток с Оман 790 km и на юг с Йемен 1090 km. Обща дължина на сухоземните граници 4598 km. На североизток има 650 km брегова линия с Персийския на Арабско море, а на запад 1760 km брегова линия с Червено море. Обща дължина на бреговата ивица 2410 km. Бреговете на страната са предимно ниски, пясъчни, слабо разчленени. В тези си граници Сеудитска Арабия заема площ от 2 149 690 km². От север на юг се простира на 1850 km, а от запад на изток на 1500 km. Население на 1.1.2019 г. 34 220 000 души. Столица град Риад.
Територията на Саудитска Арабия се простира между 16°23′ и 32°09′ с.ш. и между 34°34′ и 55°40′и.д. Крайните точки на страната са следните:
- крайна северна точка – (32°09′15″ с. ш. 39°12′03″ и. д. / 32.154167° с. ш. 39.200833° и. д.), на границата с Йордания и Ирак.
- крайна южна точка – (16°23′00″ с. ш. 42°50′26″ и. д. / 16.383333° с. ш. 42.840556° и. д.), на границата с Йемен.
- крайна западна точка – (28°05′45″ с. ш. 34°34′16″ и. д. / 28.095833° с. ш. 34.571111° и. д.), на брега на Червено море.
- крайна източна точка – (22°00′00″ с. ш. 55°40′00″ и. д. / 22° с. ш. 55.666667° и. д.), на границата с Оман.

## Природа

### Релеф
Пустините в Саудитска Арабия заемат около 1 млн. km². Широко са разпространени платообразните равнини, постепенно понижаващи се от 1000 – 1300 m на запад до 200 – 300 m на изток, които са слабо разчленени от сухи речни долини (уади). Големи площи заемат лавовите (предимно базалтови) полета и каменистите пустини (хамади). Най-големите пясъчни пустини се явяват Нефуд (на север), Дехна (на североизток) и голяма част от Руб ал-Хали (на юг и югоизток) с бархани високи до 200 m, с бедкрайни плаващи пясъци, разпилявани на значителни пространства. В централните части на страната се простира ивица от куестови възвишения (Тувайк, Ал-Арма, Ал-Баяд и др.). На запад, паралелно на крайбрежието на Червено море се простират планините Джабал ал-Хеджаз и Асир с височини 2500 – 3000 m (максимална връх Джабал Ас-Сауда 3132 m), които са с полегати източни и стръмни, силно разчленени западни склонове, стъпалообразно спускащи се към тясната (до 70 km) крайбрежна пустинна низина Тихама. По крайбрежието на Персийския залив е разположена плоската, на месна заблатена или покрита със солончаци низина Ал-Ахса с ширина до 150 km.

### Геоложки строеж, полезни изкопаеми
В западната част на страната е разположен участък от докамбрейския фундамент на Африкано-Арабската платформа – Нубийско-Арабския щит, изграден от архайски и долнопротерозойски гнайси и магматити, а също и комплекси от горнопротерозойски геосинклинални седименти с мощност над 10 km. Широко са развити горно- и долнопротерозойските итдрузии, от ултраосновни до гранитоиди. В североизточно направление скалите изграждащи щита потъват под наслагите на платформения чехъл, които се натрупват през палеозоя, мезозоя и палеогена и достигат мощност до 6 – 7 km. По крайбрежието на Персийския залив са развити мощни неогенови моласи на Месопотамското кроево огъване, към южната част на което са привързани големите находища на нефт. Втори нефтоносен район в страната се явява синеклизата Руб ал-Хали. С докамбрийските скали са свързани находищата на желязна, хромова, медна и оловно-цинкова руди, злато, редки метали, берилий и калай.

### Климат
Климатът в северните части на Саудитска Арабия е субтропичен, а на юг – тропичен, рязко континентален, сух. Лятото е много горещо, а зимата мека. Средната юлска температура в Рияд е 33°С, средната явуарска – около 14°С, с абсолютен максимум 48°С, а на юг до 54°С. На север понякога се случват застудявания (до -11°С). Годишната сума навалежите почти повсеместно е под 100 mm, като в централните райони максимумът на валежите е през пролетта, на север – през зимата, а на юг – през лятото. В планините сумата на валежите достига до 400 mm годишно. В пустинята Руб ал-Хали и някои други области в отделни години не падат никакви дъждове. Знойният южен вятър самум през пролетта и началото на лятото често предизвиква пясъчни бури.

### Води
Почти цялата територия на страната е безотточна област, без постоянни реки, като временни водотоци се образуват само при епизодични интензивни дъждове. Основна роля за водоснабдяването на селищата играят грунтовите води, обезпечаващи до 80% от иригационните потребности на страната. Особено обилни са те на изток, в пределите на низината Ал-Ахса, където има множество извори, напояващи оазисите. Грунтовите води често са разположени близо до повърхността и под сухите долини уади. В големи участъци от територията на Саудитска Арабия водоснабдяването се осъществява посредством дълбоки кладенци и артезиански сондажи.

### Почви, растителност, животински свят
В Саудитска Арабия преобладават примитивните пустинни почви, като на огромни пространства почвената покривка отсъства и е заменена от солена кора. На север са развити грубоскелетни субтропични сивоземи, а в понижените участъци – солончаци и ливадно-солончакови почви. Растителността е предимно пустинна, на север – полупустинна. По пясъците на места расте бял саксаул и камилска трева, по хамадите – лишеи, по лавовите полета – пелин и астрагал, по сухите долини – единични тополи и акации, в по-засолените места – тамарикс, а по крайбрежието и в солончаците – халофитни храсти. Продуктивността на естествените пасища обичайно не превишава 1 – 2 центнера/хектар, а незакрепените пясъци и хамади са почти напълно лишени от растителна покривка. През пролетта и в по-влажни години в състава на растителността се усилва ролята на ефемерите. В планините на юг има малки участъци заети от савани. В оазисите се отглеждат финикова палма, цитруси, банани, зърнени и градински култури.
Характерни представители за фауната на страната са вълк, чакал, лисица фенек, хиена, каракал, диво магаре онагра, антилопа, газела, даман, заек. Има много гризачи (сурикати, лалугери, скачащи мишки и др.), влечуги (змии, гущери, костенурки) и птици (чучулига, пустинарка, дропла). Има и области с распространение на скакалците саранча. Кораловите рифове край брега на Червено море са богати на различни морски организми.